# يوهانس دي ساكروبوسكو
يوهانس دي ساكروبوسكو يُكتب أيضًا يوانس دي ساكرو بوسكو، وأُطلق عليه لاحقًا جون هوليوود أو جون هوليبوش (1195 -1256)، عالمًا وراهبًا وفلكيًا ومدرسًا في جامعة باريس.
كتب مقدمة قصيرة عن نظام الأرقام العربية الهندية، وبالحكم على عدد نسخ المخطوطات المتبقية اليوم، كان هذا الكتاب الأكثر قراءة في هذا المجال على مدى الأربعمئة عام التالية لكتابته. كتب أيضًا كتابًا قصيرًا اشتهر على نطاق واسع في أوروبا وكان له أثر كبير في القرون الوسطى اللاحقة بوصفه مقدمة لعلم الفلك. وفي أطول كتبه حول حساب تاريخ عيد الفصح، وصف ساكروبوسكو بشكل صحيح عيوب التقويم اليولياني المستخدم آنذاك، وأوصى بحل مماثل للتقويم الغريغوري الحديث وذلك قبل البدء بتطبيقه بثلاثة قرون.
إن المعلومات عن حياته وتعليمه قليلة جدًا، فمثلًا، خُمنت سنة وفاته عام 1236 أو 1244 أو 1256، كل منها معقول وجميعها يفتقر إلى الدليل الكافي.

## حياته
لا يوجد توثيق كاف حول موضوع أنه تعلم في جامعة أوكسفورد، كما القصص التي تتناول مكان ميلاده.
فحسب سجلات القرن السابع عشر، وصل إلى جامعة باريس في 5 يونيو 1221، ولكن من غير الواضح ما إن كان قد وصلها طالبًا أو خريجًا (الإجازة الجامعية (الليسانس)، عندما يكون الشخص حاصلًا على شهادة ماجستير الآداب من جامعة أخرى، وبالتالي يكون مؤهلًا للتدريس). وبعد فترة معينة، بدأ بتدريس التخصصات الرياضية في جامعة باريس.
إن عام وفاته غير مؤكد، مع وجود أدلة تدعم كل من السنوات 1234 و1236 و1244 و1256. نُقش على ضريحه في دير سان ماتورين في باريس كلمة «حاسباتي»، شخص خبير في حساب تاريخ عيد الفصح.
في 14 مايو 2021، سُمي الكويكب الذي اكتشفه عالما الفلك التشيكيان يانا تيشا وميلوس تيشي عام 1997 باسم ساكروبوسكو 14541 تخليدًا لذكراه.

## تراكتاتوس دي سفايرا
في نحو عام 1230، نُشر كتابه الأكثر شهرة بعنوان تراكتاتوس دي سفايرا/ دو سفايرا موندي والذي يعني (أطروحة عن الكرة/ عن كرة العالم). يقدم ساكروبوسكو في هذا الكتاب مادة سهلة الفهم عن الكون البطلمي. ترجم جيرارد كريمونا كتاب المجسطي لبطليموس إلى اللاتينية عام 1175 عن النسخة العربية التي تُرجمت في مدينة توليدو، وسرعان ما وجدت هذه النسخ طريقها إلى مدينة باريس. بالإضافة إلى ذلك، استفاد ساكروبوسكو من ترجمات علماء الفلك العرب مثل ثابت بن قرة والبيروني والأوردي والفرغاني.
إن «الكرة» التي كان يشير إليها ساكروبوسكو هي الكرة السماوية - ستارة خلفية تخيلية للنجوم في السماء - وهي معنى كلمة موندي («العالم») في ذلك الوقت، وليس كوكب الأرض. وعلى الرغم من أن الكتاب يتناول علم الفلك بشكل أساسي، إلا أن فصله الأول يحمل وصفًا واضحًا لكوكب الأرض ككرة. ظل كتاب دو سفايرا موندي مقررًا إلزاميًا لطلاب العلم في جميع جامعات أوروبا الغربية لمدة 400 عامًا من كتابته.

## آلغوريزموس
يُعتقد أن كتاب ساكروبوسكو الرياضي عن الخوارزميات والمعروف باسم دو آرت نيوميراندي هو عمله الأول الذي كُتب في نحو 1225. وصلت الأساليب العربية الهندية في الحساب العددي إلى أوروبا اللاتينية قبل خمسين عامًا من نشر هذا الكتاب، ولكنها لم تنتشر على نطاق واسع. كان هذا الكتاب أول نص يقدم الأرقام العربية الهندية والعمليات الحسابية في المناهج الدراسية في جامعات أوروبا.

## دو آني راتيوني
لعل شهرة ساكروبوسكو اليوم تعود إلى انتقاده للتقويم اليولياني. ففي كتابه المنشور عام 1235 عن حساب تاريخ عيد الفصح، دو آني راتيوني (عن حساب السنين)، أكد أن هذا التقويم قد راكم خطًا مقداره 10 أيام وأنه بحاجة إلى بعض التصحيح.
وُضع أساس التقويم اليولياني في القرن الأول قبل الميلاد. وضمت السنة في التقويم اليولياني 365.25 يومًا، مع جمع اليوم 0.25 الإضافي في يوم كامل مرة كل 4 سنوات، وتسمى عندها السنة كبيسة. ومع ذلك، فإن الزمن الأدق للسنة الشمسية هو 365.2422 يومًا. وبحلول القرن الثالث عشر، نتج عن مدة 365.25 الأقل دقة خطأ متراكم بنحو 10 أيام في يوم الاعتدال الربيعي. لم يقدم ساكروبوسكو أي اقتراح حول كيفية تعديل هذا الخطأ المتراكم. ولكن بعد ذلك، اقترح إخراج يوم واحد من التقويم مرة كل 288 سنة لمنع المزيد من الأخطاء. كان نقده هذا توقعًا لظهور التقويم الغريغوري عام 1582 والذي صحح الخطأ الذي لاحظه ساكروبوسكو بتخطي 10 أيام، وإسقاط 3 سنوات كبيسة في القرن كل 400 عام.